# FK Olympia
FK Olympia is een voormalige Tsjechische voetbalclub uit Strahov, Praag. De club is in 2017 opgericht en speelde in de Fortuna národní liga. De club is ontstaan nadat FC Olympia Hradec Králové via een tweede plek in de ČFL promotie wist af te dwingen naar de Fortuna národní liga, maar het eigen stadion niet aan de eisen voldeed. De club kreeg geen toestemming om te spelen in het stadion van stadsgenoot FC Hradec Králové, het Všesportovní stadion. Met Stadion Evžena Rošického werd een geschikte speellocatie gevonden, het eerste elftal splitste zich af van de rest van de club en verhuisde naar Praag. Na haar eerste en enige seizoen op het tweede niveau van het Tsjechische voetbal fuseerde de club met SC Radotín, waarna Olympia gedwongen degradeerde naar de ČFL ondanks een verdienstelijke 13e plaats.